# Курт Аттерберг
Курт Магнус Аттерберг (швед. Kurt Magnus Atterberg; 12 грудня 1887 , парафія Гетеборзького кафедрального соборуd  — 15 лютого 1974 , Оскар, лен Стокгольм ) — шведський композитор та інженер. Він найбільш відомий завдяки своїм симфоніям, операм та балетам.

## Біографія

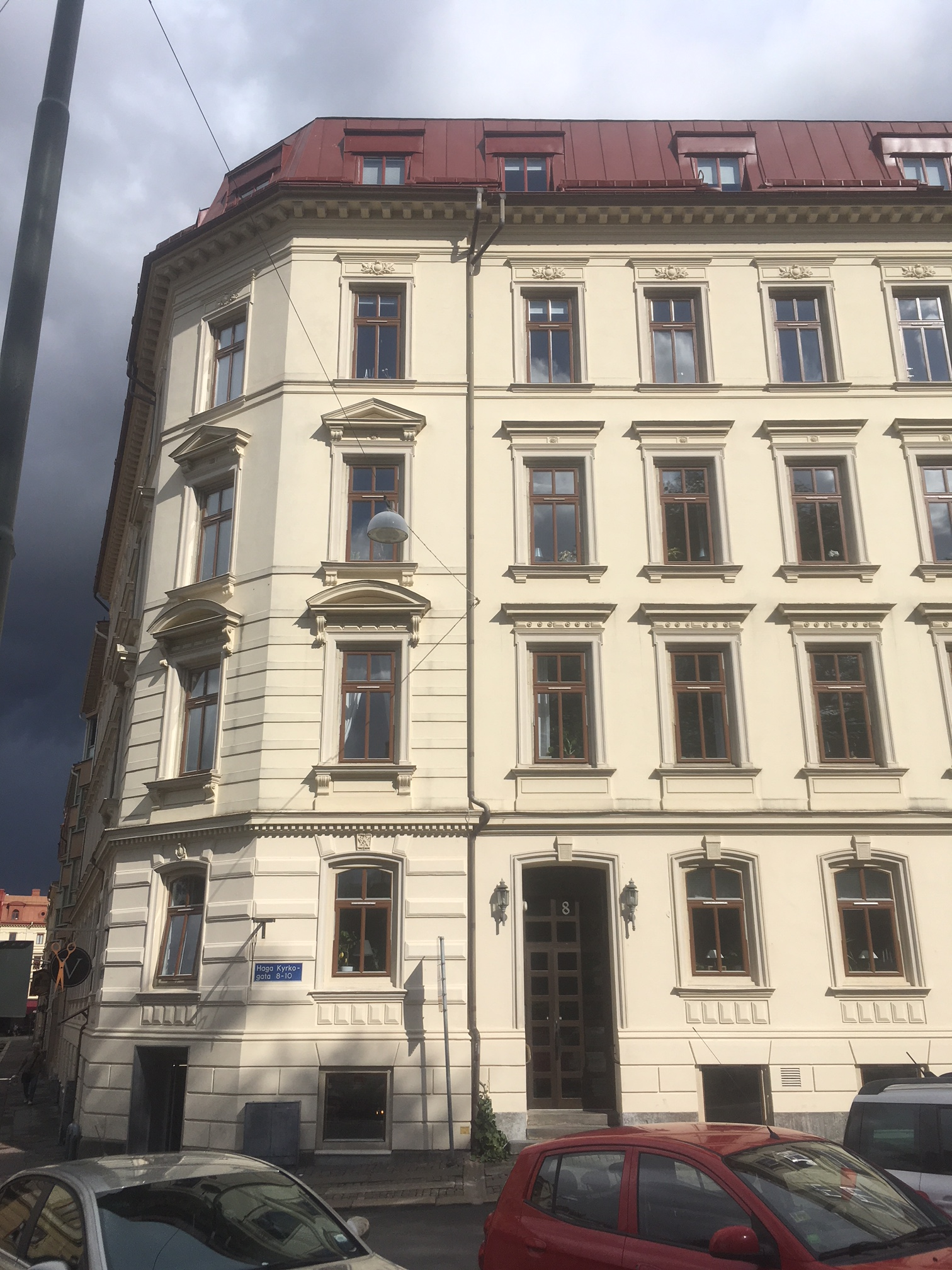
Будинок за адресою Haga kyrkogata 8 у Гетеборзі, на третьому поверсі якого народився Курт Аттерберг

Курт Аттерберг народився в Гетеборзі. Його батьком був Андерс Йохан Аттерберг, інженер; мати, Ельвіра Уддман, була донькою відомого оперного співака. Дядьком майбутнього композитора був хімік Альберт Аттерберг.
У 1902 році Аттерберг почав вивчати гру на віолончелі, надихнувшись концертом Брюссельського струнного квартету, на якому було виконано Струнний квартет № 8 Бетховена. Через шість років він став виконавцем у Стокгольмському концертному товаристві, нині відомому як Королівський філармонічний оркестр Стокгольма, а також опублікував свій перший закінчений твір, Рапсодію для фортепіано з оркестром, ор. 1. Незабаром він опублікував свій другий твір, Струнний квартет № 1 ре мажор, ор. 2.
Курт Аттерберг вступив до Королівського технологічного інституту, де вивчав будівництво. Навчаючись в інституті, він також у 1910 році вступив до Королівського музичного коледжу в Стокгольмі з партитурою своєї Рапсодії та незакінченою Симфонією № 1. Там він вивчав композицію та оркестровку у композитора Андреаса Галлена. Через рік він отримав диплом інженера, а також був нагороджений державною музичною стипендією. В 1912 році Аттерберг дебютував як диригент, виконавши на концерті в Гетеборзі прем'єру своєї Першої симфонії та Концертної увертюри ля мінор, ор. 4.
Незважаючи на те, що Аттерберг продовжував писати музику та диригувати, він мав повноцінну кар'єру в кількох різних організаціях. У 1912 році він зайняв посаду в Патентно-реєстраційному бюро Швеції, а в 1936 році очолив відділ і працював там до виходу на пенсію в 1968 році. Він став співзасновником Товариства шведських композиторів у 1918 році разом з іншими видатними композиторами, такими як Туре Рангстрем, Вільгельм Стенгаммар і Хуго Альвен. Через шість років він був обраний президентом цього товариства, перебуваючи на цій посаді до 1947 року. Тоді ж він став співзасновником Шведського міжнародного товариства композиторів (STIM), президентом якого він був до 1943 року. Інші посади, на яких перебував Аттерберг, включали його роботу музичним критиком для Stockholms Tidningen з 1919 по 1957 рік і посаду секретаря Шведської королівської музичної академії з 1940 по 1953 рік.
Курт Аттерберг помер 15 лютого 1974 року в Стокгольмі у віці 86 років і був похований там же на Північному кладовищі.

### Зв'язки з Третім Рейхом
В епоху Третього Рейху Аттерберг підтримував контакти з німецькими композиторами та музичними організаціями, щоб зміцнити шведсько-німецькі музичні стосунки.
Після Другої світової війни Аттерберг хотів позбутися підозр у прихильності до нацистів. Королівська музична академія провела розслідування на його власне прохання. Слідство не змогло ані підтвердити, ані спростувати звинувачення в прихильності до нацистів.

## Творчий доробок
Аттерберг написав дев'ять симфоній (або десять, якщо рахувати Симфонію для струнних, ор. 53). Його Дев'ята симфонія (під назвою «Sinfonia Visionaria») була, як і Дев'ята симфонія Бетховена, написана для солістів, хору та оркестру. Його доробок також включає шість інструментальних концертів (включаючи його Рапсодією, ор. 1 і Концерт для скрипки та віолончелі зі струнним оркестром, op. 57), дев'ять оркестрових сюїт, три струнних квартети, сонату сі мінор, п'ять опер (включаючи «Аладдін», op. 43) і два балети.
До 100-річчя смерті Шуберта в 1928 році Columbia Graphophone Company спонсорувала міжнародний конкурс, у якому композитори мали написати симфонію, що завершує «Незакінчену» симфонію Шуберта або надихається нею. Аттерберг взяв участь у конкурсі зі своєю Симфонією № 6 до мажор, ор. 31 та отримав першу премію, вигравши 10 000 доларів США. Симфонія, яка пізніше стала відома як «Доларова симфонія», була записана сером Томасом Бічемом. Вона була виконана Артуро Тосканіні в 1943 році під час трансляції концерту Симфонічного оркестру NBC; виконання високо оцінив Аттерберг, почувши записану трансляцію.
22 лютого 2005 року Classic Produktion Osnabrück випустив набір записів всіх симфоній Аттерберга, а також симфонічної поеми «Älven — Från Fjällen till Havet», op. 33 («Річка — Від гір до моря»). Записи виконали оркестри Північнонімецького, Штутгартського та Франкфуртського радіо під керівництвом фінського диригента Арі Расілайнена. Між 2013 і 2016 роками Гетеборзький симфонічний оркестр під керівництвом Нееме Ярві записав другий набір всіх симфоній Аттерберга та випустив їх на лейблі Chandos Records.

## Особисте життя
Аттерберг двічі був одружений, спочатку з Еллою Петерсон, піаністкою, у 1915 році; через вісім років вони розлучилися. Його другий шлюб був з Маргаретою Дальшо в 1925 році, який тривав до її смерті в 1962 році.